# Världshemligt
Världshemligt är en bok från 1972 av Barbro Lindgren. Det är den andra boken om Barbro som liten, men nu är hon 12-13 år och Ingrid är hon inte längre tillsammans med, Ingrid tjuvröker på rasterna och har börjat böja ögonfransarna. 
Barbro och Cissi är tillsammans numera och ibland är Kajsa också med. Men så händer nåt med Ingrids mamma.
Barbro och Cissi brukar gå till ett stall där den sjuka hästen Intrig finns. Vad händer med Intrig?
Barbro undrar även när hon ska få former. Varför har Kajsa bröst men inte Barbro? Och mensen då? När ska den komma? 